# 星ケ丘 (名古屋市)

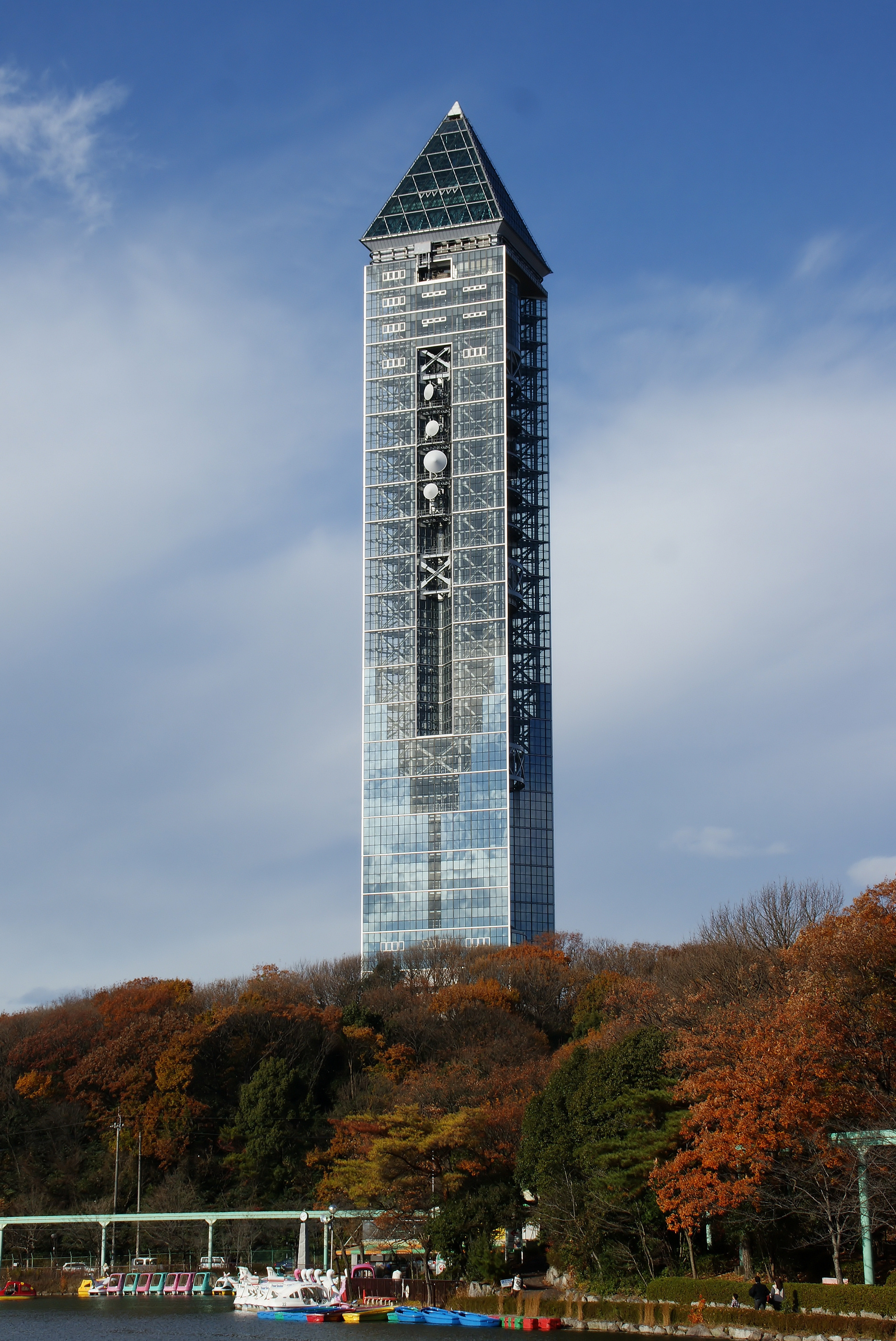
東山スカイタワー

星ケ丘（ほしがおか）は、愛知県名古屋市千種区の町名。現行行政地名は星ケ丘1丁目及び星ケ丘2丁目。住居表示未実施。また、星ヶ丘交差点及び名古屋市営地下鉄東山線星ヶ丘駅を中心として広がる地域を指すこともある。

## 地理
名古屋市千種区の東端の丘陵地帯に位置し、東は名東区一社一丁目・亀の井一丁目、南は星が丘元町・名東区名東本町、北は井上町・桜が丘に接する。
東西方向の東山通（愛知県道60号名古屋長久手線）にある星ヶ丘交差点及び名古屋市営地下鉄東山線星ヶ丘駅を中心として形成された繁華街とその周辺地区を指す。名古屋市東部を代表する繁華街・商業エリアであると同時に、多くの大学・高校が立地する。都市計画法および建築基準法に基づき、名古屋市文教地区建築条例によって指定された文教地区でもある。
正式な町名としての、もっとも狭い意味での「星ケ丘」（ほしがおか）（1-2丁目）は、地名の由来となった旧星ヶ丘団地（現在のアーバンラフレ星ヶ丘）があった星ヶ丘交差点東側に広がる区域のみである。他に「ほしがおか」を冠する町名としては「星が丘元町」（ほしがおかもとまち）・「星が丘山手」（ほしがおかやまて）があり、星ヶ丘駅所在地の町名は「井上町」（いのうえちょう）、愛知淑徳学園が所在する町名は「桜が丘」（さくらがおか）である。

## 歴史
江戸期の愛知郡末森村の東端に位置し、東は一色村と接していた。一帯は尾張藩の御料林（通称御殿山）として利用されていた。
名古屋の城下町から長久手へ西に伸びる道が現在の星ヶ丘交差点を通過していた。慶長年間に飯田街道の姫街道として中馬街道が作られ、同交差点で繋がり追分（分岐点）が出来た。現在の名東消防署星ヶ丘出張所付近がこの道の峠になっていた。この追分は名古屋から「岩崎（現在の日進市岩崎町）の御岳参り」に行く人々や、現在の名東区・長久手市の農民が名古屋の城下町と行き交う交通の要所として発達した。
1955年（昭和30年）に、かつて御殿山の東南に富士見台と呼ばれていた当時の名古屋市内で一番高い丘の一帯を住宅公団が開発し星ヶ丘団地（現在のアーバンラフレ星ヶ丘）を建設した際、その地理的な高さから「星にもっとも近く、輝く星の美しい丘」として「星ヶ丘｣と名付けた。1957年（昭和32年）に、この名を取って、「星ケ丘」の地名が生まれた。
1959年（昭和34年）に名古屋市電が開通し、団地に付けられていた「星ヶ丘」を停留所の名称として採用し、その後名古屋市営バスや1967年（昭和42年）3月開通の名古屋市営地下鉄東山線星ヶ丘駅や駅周辺の各施設にもこの名称が使われたことから、この地区をさす名称として広く定着した。

### 行政区画の変遷
- 1957年（昭和32年）2月23日 - 千種区田代町の一部より、同区星ケ丘が成立[1]。
- 1961年（昭和36年）5月1日 - 千種区猪高町大字高針の一部を編入[1]。
- 1976年（昭和51年）10月3日 - 千種区田代町および猪高町大字高針・一社の各一部を編入[1]。
- 1980年（昭和55年）10月26日 - 一部が名東区名東本町となる[1]。

### 年表
- 慶長年間 - 中馬街道が開通し追分が誕生。
- 1955年（昭和30年） - 星ヶ丘団地の建設開始。
- 1959年（昭和34年）3月25日 - 名古屋市電東山公園線東山公園停留所から星ヶ丘停留所まで延伸開通[4]。
- 1959年（昭和34年）4月 - 愛知県立東山工業高等学校開校。
- 1960年（昭和35年） - 愛知淑徳学園が当地へ移転。
- 1961年（昭和36年） - 名古屋市営地下鉄東山線の建設工事に伴い、名古屋市電廃止（代行バス運行開始）。
- 1962年（昭和37年） - 椙山女学園大学が当地へ移転。
- 1962年（昭和37年） - 名古屋市立菊里高等学校が当地へ移転（星が丘元町）[WEB 8]。
- 1967年（昭和42年）3月30日 - 名古屋市営地下鉄東山線東山公園駅から星ヶ丘駅まで延伸開通[5]。
- 1970年（昭和45年） - ボウリング場「星ヶ丘ボウル」（星が丘元町）開業。
- 1971年（昭和46年）2月8日 - 名古屋市文教地区建築条例に基づき、当地区が文教地区に追加指定される[WEB 9]。
- 1974年（昭和49年） - オリエンタル中村百貨店星ヶ丘店（現名古屋三越星ヶ丘店）開業。
- 1983年（昭和58年） - プール・スケート場「星ヶ丘P&S」開業（現在の星が丘テラスの敷地）。
- 1989年（平成元年） - 東山スカイタワー（田代町字瓶杁）開業。
- 2003年（平成15年）3月20日 - 星が丘テラス（星が丘元町）開業。
- 2016年（平成28年）4月 - 愛知県立愛知総合工科高等学校（星が丘山手）が開校。
- 2023年（令和5年）12月5日 - 「星ヶ丘ボウル」営業終了。跡地は商業施設、定期借地権付分譲マンションとなる予定[6][7]。

## 世帯数と人口
2019年（平成31年）1月1日現在の世帯数と人口は以下の通りである。
| 町丁   | 世帯数    | 人口    |
| ------ | --------- | ------- |
| 星ケ丘 | 1,206世帯 | 2,423人 |

## 学区
市立小・中学校に通う場合、学校等は以下の通りとなる。また、公立高等学校に通う場合の学区は以下の通りとなる。
| 番・番地等 | 小学校                 | 中学校               | 高等学校 |
| ---------- | ---------------------- | -------------------- | -------- |
| 全域       | 名古屋市立星ヶ丘小学校 | 名古屋市立東星中学校 | 尾張学区 |

## 交通

### 鉄道
- 名古屋市営地下鉄東山線 星ヶ丘駅

### 道路
- 東山通（愛知県道60号名古屋長久手線）
- 名東本通（愛知県道217号岩藤名古屋線）

### バス
名古屋市営バス
- 名東巡回
- 猪. 星系統
- 星丘12号系統
- 星丘11号系統
- 幹星丘1号系統
- 幹星丘2号系統
- 星丘13号系統
- 深夜1号系統

名鉄バス
- 岩藤線

## 主な施設

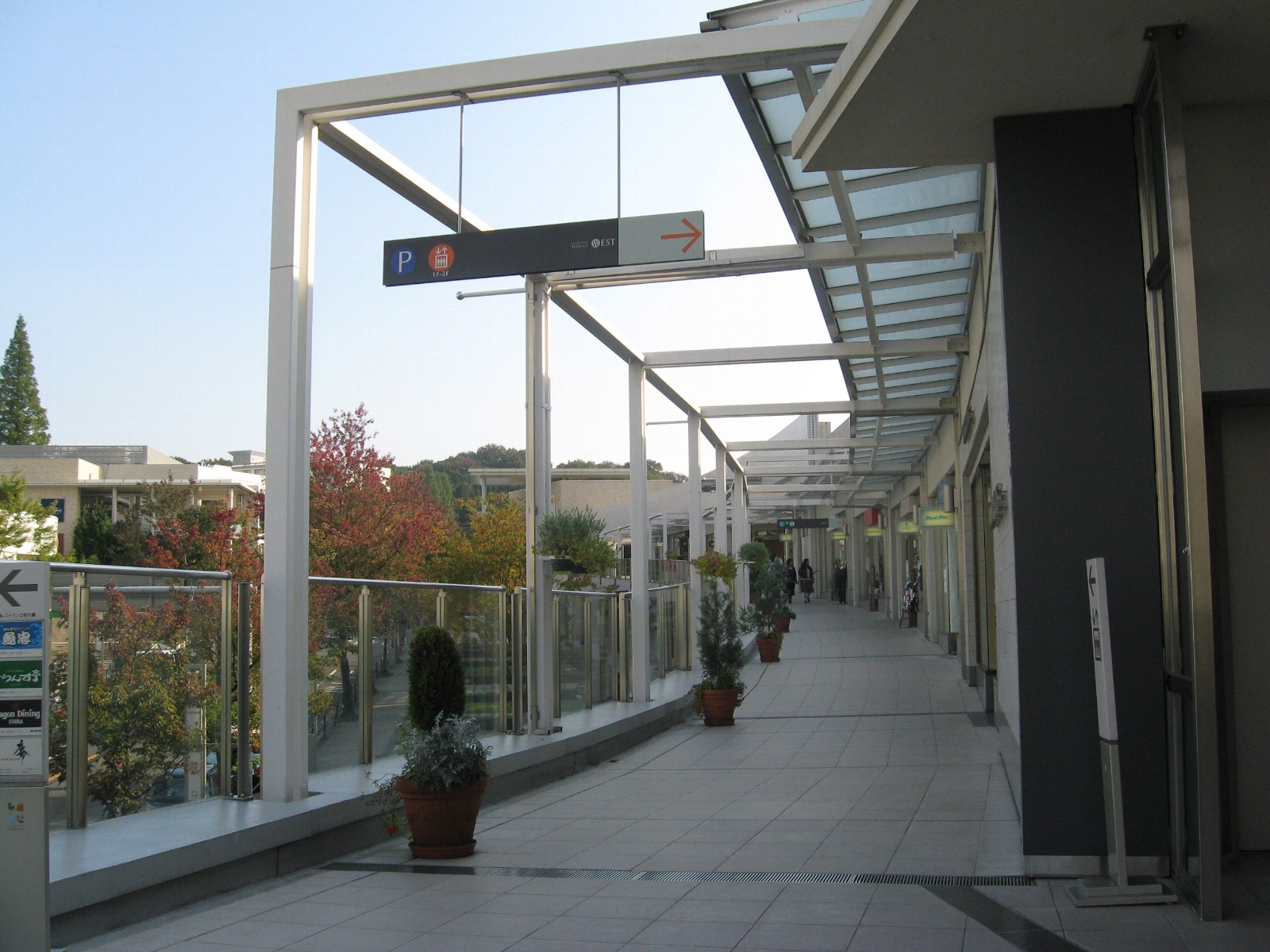
星が丘テラス

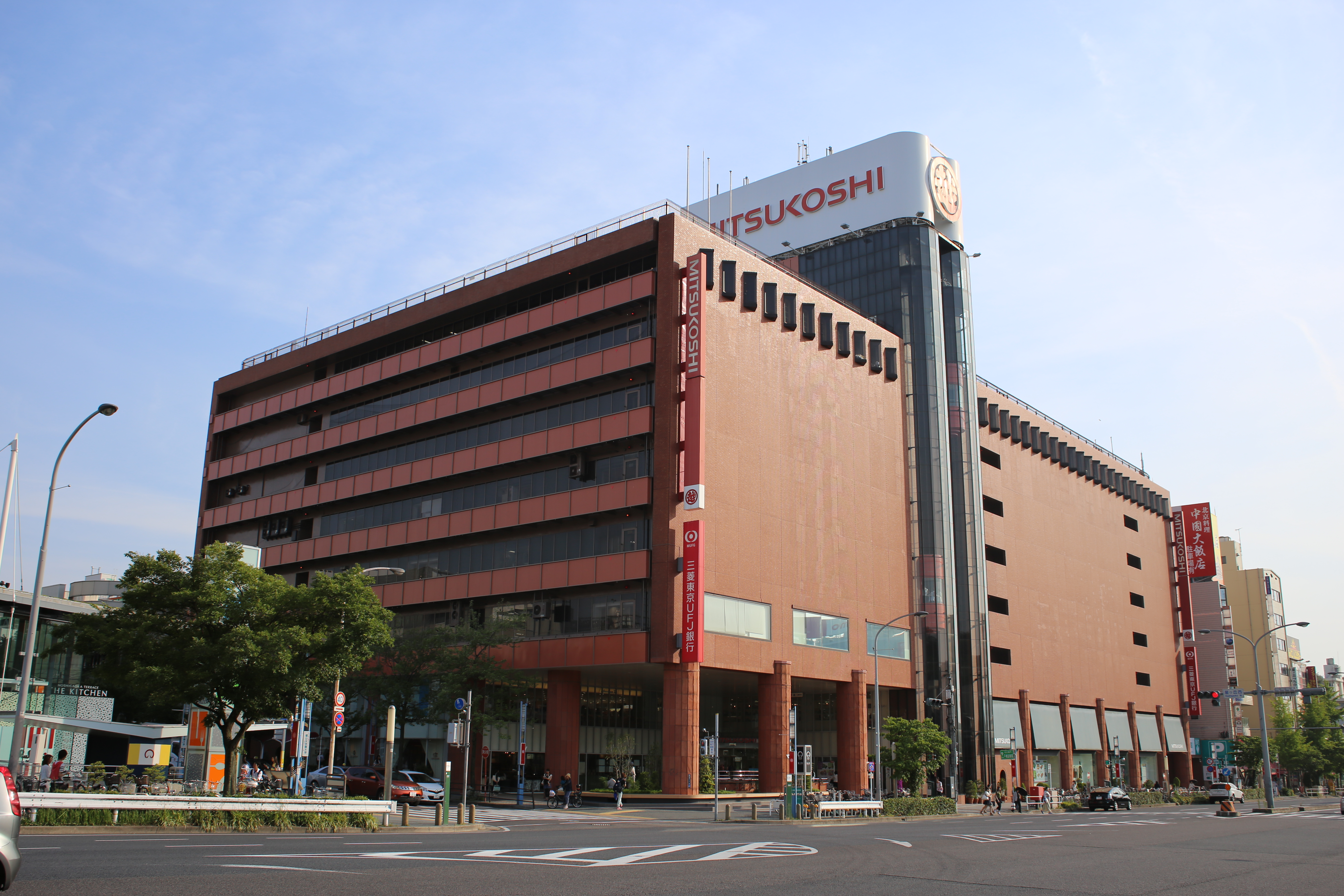
名古屋三越星ヶ丘店

### 星ケ丘
- UR都市機構アーバンラフレ星ヶ丘
  - アーバンラフレ星ヶ丘10号棟
- ヤマダデンキテックランド星ヶ丘店
- 名古屋市立星ヶ丘小学校
- 星ヶ丘保育園
- 市営打越荘

### 星ヶ丘駅周辺
- 名古屋三越星ヶ丘店
  - 三越映画劇場
- 星が丘テラス
- 星が丘ボウル（2023年12月5日営業終了）
- 椙山女学園大学
- 愛知淑徳学園
  - 愛知淑徳大学
  - 愛知淑徳中学校・高等学校
- 名古屋市立菊里高等学校
- 愛知県立愛知総合工科高等学校
- 星が丘自動車学校

## その他

### 日本郵便
- 郵便番号 : 464-0801[WEB 3]（集配局：千種郵便局[WEB 12]）。

### WEB
1. ↑  “愛知県名古屋市千種区の町丁・字一覧”.   人口統計ラボ. 2019年2月9日閲覧。
2. 1 2  “町・丁目(大字)別、年齢(10歳階級)別公簿人口(全市・区別)”.   名古屋市 (2019年1月23日). 2019年1月23日閲覧。
3. 1 2  “郵便番号”.  日本郵便. 2019年1月6日閲覧。
4. ↑  “市外局番の一覧”.   総務省. 2019年1月6日閲覧。
5. ↑  “千種区の町名一覧”.   名古屋市 (2015年10月21日). 2019年1月12日閲覧。
6. ↑  “名古屋市:3　地域地区（市政情報）”.   名古屋市. 2018年9月16日閲覧。
7. ↑  名古屋市住宅都市局建築指導部 (2018年4月). “特別用途地区の概要” (PDF). 2018年9月16日閲覧。
8. ↑  “《伝統に育まれた本校の歩み 》・・・菊里高校の歴史”.   名古屋市立菊里高等学校. 2018年9月16日閲覧。
9. ↑  “名古屋都市計画史Ⅱ（昭和45年～平成12年度）上巻”.   名古屋都市計画史編集実行委員会. pp. 199-201 (2017年12月). 2022年4月24日閲覧。
10. ↑  “市立小・中学校の通学区域一覧”.   名古屋市 (2018年11月10日). 2019年1月14日閲覧。
11. ↑  “平成29年度以降の愛知県公立高等学校（全日制課程）入学者選抜における通学区域並びに群及びグループ分け案について”.   愛知県教育委員会 (2015年2月16日). 2019年1月14日閲覧。
12. ↑  郵便番号簿 平成29年度版 - 日本郵便. 2019年01月06日閲覧 (PDF)

### 文献
1. 1 2 3 4 5  名古屋市計画局 1992, p. 731.
2. ↑  千種区制施行50周年記念事業実行委員会 1987, p. 459.
3. ↑  名古屋市計画局 1992, p. 121.
4. ↑  日本鉄道旅行地図帳編集部 2008, p. 55.
5. ↑  日本鉄道旅行地図帳編集部 2008, p. 53.
6. ↑  建通新聞中部版、2025年3月17日付2面
7. ↑  “「（仮称）星が丘ボウル跡地プロジェクト」一期工区の施設一部決定と二期工区の住宅ブランド決定について”.   PR TIMES (2025年3月25日). 2025年3月26日閲覧。